# Marc Albrighton
Marc Kevin Albrighton (ur. 18 listopada 1989 w Tamworth) – angielski piłkarz, grający na pozycji bocznego pomocnika w angielskim klubie Leicester City.

## Kariera
Albrighton zaczynał karierę w klubie Mile Oak Monarchs, z którego w 1998 r. przeszedł w Aston Villi. Zanim awansował do pierwszego składu drużyny, grał w drużynach juniorskich Aston Villi. W pierwszej drużynie zadebiutował 10 lipca 2008 roku w towarzyskim meczu z FC Wil, wygranym przez Aston Villę 6–0. W sezonie 2008–09 rozegrał tylko jedno spotkanie, z CSKA Moskwa w Pucharze UEFA.
W sezonie 2009–10 Albrighton zadebiutował w Premier League, w otwierającym go meczu z Wigan Athletic. W tymże sezonie rozegrał jeszcze dwa spotkania. Z czasem jednak zaczął dobijać się do podstawowego składu Aston Villi. W sezonie 2010–11 Albrighton gra w podstawowym składzie tego klubu.
Po transferze do Leicester City w sezonie 2014-15 Marc Albrighton zadebiutował 23 sierpnia 2014 roku w meczu z Chelsea F.C. wchodząc z ławki w 68. minucie meczu. Swojego pierwszego gola w barwach "Lisów" strzelił 29 kwietnia 2015 roku również w meczu z Chelsea F.C. 31 stycznia 2023 roku został wypożyczony do angielskiego klubu West Bromwich Albion na pół roku.
Albrighton grał także w reprezentacjach juniorskich Anglii.